# Заборовский, Александр Игнатьевич
Алекса́ндр Игна́тьевич За́боровский (25 мая 1894, с. Городец Санкт-Петербургской губернии — 25 апреля 1976, Москва) — российский и советский учёный-энциклопедист, доктор физико-математических наук, геофизик. Один из создателей отечественной разведочной геофизики и соответствующего учебного курса в вузах Советского Союза, в частности — основатель московской геофизической школы. Его монография «Геофизические методы разведки» стала первым в Союзе учебником по прикладной геофизике.

## Биография
В 1913 году закончил 11-ю Санкт-Петербургскую гимназию. В том же году поступил на физико-математический факультет Санкт-Петербургского государственного университета, однако из-за материальных трудностей окончил только четыре курса. С 1917 года работает магнитологом Компасной части Главного гидрографического управления, с 1918 года становится заведующим магнитной станции Компасной части.
В 1920 году Советом труда и обороны РСФСР была создана Особая комиссия по изучению КМА. Работа комиссии должна была восстановить результаты работ российского геофизика Э. Е. Лейста.
В 1919—1926 годах Заборовский по направлению Гидрографической части руководит магнитометрическими работами на Курской Магнитной Аномалии. Вместе с ним на этом историческом для разведочной геофизики объекте работали такие известные ученые, как П. П. Лазарев (общий руководитель), А. Д. Архангельский, И. М. Губкин, О. Ю. Шмидт и др. На территории КМА были проведены первые комплексные геофизические работы методами магниторазведки и гравиразведки. В результате деятельности этой группы были выявлены значительные скопления железистых кварцитов. Общее количество железа, имеющегося в Курской области, согласно выводам комиссии по исследованию Курской магнитной аномалии превосходит все запасы его, имеющиеся в Европе.
В 1923 году Заборовский создаёт и читает курс магниторазведки в Московской горной академии.
В 1926 году работает в области теории преломлённых минтроповских волн для сейсморазведки, результаты были опубликованы в «Журнале прикладной физики».
В МГУ Александр Игнатьевич читает учебные курсы по разведочной геофизике с 1929 года, с момента начала подготовки специалистов в области разведочной геофизики.
В 1930—1954 гг. возглавлял созданные ими геофизический факультет и кафедру геофизики Московского государственного геологоразведочного университета.
В 1968—1976 годах профессор, а в период с 1944 по 1949 г.г. и 1954—1968 г.г. — заведующий кафедрой геофизических методов геологического факультета МГУ
Умер 25 апреля 1976-года в Москве, похоронен на Кунцевском кладбище.

## Вклад

### Учебники и учебные пособия
- Заборовский А. И. Геофизические методы разведки. — Москва, Ленинград: Государственное научно-техническое горное издательство, 1932. — 152 с.
- Заборовский А. И. Специальные функции для геофизиков-разведчиков. — ГОНТИ, 1939.
- Заборовский А. И. Переменные электромагнитные поля в электроразведке. — Москва: Издательство Московского Университета, 1960. — 183 с.
- Заборовский А. И. Электроразведка. — Москва: Государственное научно-техническое издательство нефтяной и горно-топливной литературы, 1963. — 429 с.

### Монографии
- Заборовский А. И. Переменные электромагнитные поля в электроразведке. — Москва: Издательство Московского университета, 1960. — 183 с.